# Snowboard ai XXIV Giochi olimpici invernali - Slopestyle femminile
La gara di slopestyle femminile dei XXIV Giochi olimpici invernali di Pechino, in Cina, si è svolta dal 5 al 6 febbraio presso il Genting Snow Park sito a Zhangjiakou.

## Risultati

### Qualificazioni
I primi 12 classificati accedono direttamente alla finale. Si considera il risultato della migliore delle 2 run.
| Pos. | #  | Atleta               | Nazione       | Run 1 | Run 2 | Punti | Note |
| ---- | -- | -------------------- | ------------- | ----- | ----- | ----- | ---- |
| 1    | 2  | Zoi Sadowski-Synnott | Nuova Zelanda | 73.58 | 86.75 | 86.75 | QF   |
| 2    | 10 | Kokomo Murase        | Giappone      | 74.95 | 81.45 | 81.45 | QF   |
| 3    | 1  | Enni Rukajärvi       | Finlandia     | 66.75 | 78.83 | 78.83 | QF   |
| 4    | 4  | Anna Gasser          | Austria       | 50.71 | 75.00 | 75.00 | QF   |
| 5    | 5  | Jamie Anderson       | Stati Uniti   | 74.35 | 53.26 | 74.35 | QF   |
| 6    | 19 | Julia Marino         | Stati Uniti   | 2.91  | 71.78 | 71.78 | QF   |
| 7    | 17 | Laurie Blouin        | Canada        | 66.85 | 71.55 | 71.55 | QF   |
| 8    | 3  | Tess Coady           | Australia     | 55.98 | 71.13 | 71.13 | QF   |
| 9    | 9  | Hailey Langland      | Stati Uniti   | 28.31 | 68.71 | 68.71 | QF   |
| 10   | 24 | Annika Morgan        | Germania      | 29.61 | 67.63 | 67.63 | QF   |
| 11   | 14 | Reira Iwabuchi       | Giappone      | 48.51 | 67.00 | 67.00 | QF   |
| 12   | 28 | Ariane Burri         | Svizzera      | 33.15 | 65.55 | 65.55 | QF   |
| 13   | 18 | Melissa Peperkamp    | Paesi Bassi   | 61.26 | 60.18 | 61.26 |      |
| 14   | 22 | Evy Poppe            | Belgio        | 47.08 | 56.80 | 56.80 |      |
| 15   | 20 | Jasmine Baird        | Canada        | 49.50 | 14.41 | 49.50 |      |
| 16   | 8  | Hanne Eilertsen      | Norvegia      | 48.35 | 35.30 | 48.35 |      |
| 17   | 23 | Courtney Rummel      | Stati Uniti   | 37.18 | 48.30 | 48.30 |      |
| 18   | 6  | Katie Ormerod        | Gran Bretagna | 47.38 | 44.01 | 47.38 |      |
| 19   | 13 | Miyabi Onitsuka      | Giappone      | 42.60 | 46.58 | 46.58 |      |
| 20   | 27 | Bianca Gisler        | Svizzera      | 40.35 | 38.43 | 40.35 |      |
| 21   | 7  | Carola Niemelä       | Finlandia     | 22.36 | 38.43 | 38.43 |      |
| 22   | 26 | Brooke Voigt         | Canada        | 37.11 | 12.78 | 37.11 |      |
| 23   | 30 | Cool Wakushima       | Nuova Zelanda | 34.46 | DNS   | 34.46 |      |
| 24   | 29 | Urška Pribošič       | Slovenia      | 27.48 | 32.00 | 32.00 |      |
| 25   | 11 | Rong Ge              | Cina          | 29.36 | 13.01 | 29.36 |      |
| 26   | 21 | Šárka Pančochová     | Rep. Ceca     | 25.51 | 17.18 | 25.51 |      |
| 27   | 12 | Lucile Lefevre       | Francia       | 23.16 | 21.98 | 23.16 |      |
| 28   | 25 | Kamilla Kozuback     | Ungheria      | 21.95 | 19.58 | 21.95 |      |
| 29   | 15 | Klaudia Medlová      | Slovacchia    | DNS   | DNS   | DNS   |      |
| 30   | 16 | Lea Jugovac          | Croazia       | DNS   | DNS   | DNS   |      |

### Finale
Si considera il risultato della migliore delle 3 run.
| Pos.    | #  | Atleta               | Nazione       | Run 1 | Run 2 | Run 3 | Punti |
| ------- | -- | -------------------- | ------------- | ----- | ----- | ----- | ----- |
| Oro     | 12 | Zoi Sadowski-Synnott | Nuova Zelanda | 84.51 | 28.15 | 92.88 | 92.88 |
| Argento | 7  | Julia Marino         | Stati Uniti   | 30.61 | 87.68 | 60.35 | 87.68 |
| Bronzo  | 5  | Tess Coady           | Australia     | 82.68 | 55.98 | 84.15 | 84.15 |
| 4       | 6  | Laurie Blouin        | Canada        | 77.96 | 46.70 | 81.41 | 81.41 |
| 5       | 2  | Reira Iwabuchi       | Giappone      | 75.60 | 80.03 | 46.15 | 80.03 |
| 6       | 9  | Anna Gasser          | Austria       | 35.01 | 43.58 | 75.33 | 75.33 |
| 7       | 10 | Enni Rukajärvi       | Finlandia     | 30.51 | 71.45 | 23.43 | 71.45 |
| 8       | 3  | Annika Morgan        | Germania      | 64.13 | 31.01 | 28.76 | 64.13 |
| 9       | 8  | Jamie Anderson       | Stati Uniti   | 22.98 | 60.78 | 36.88 | 60.78 |
| 10      | 11 | Kokomo Murase        | Giappone      | 48.50 | 49.05 | 48.00 | 49.05 |
| 11      | 4  | Hailey Langland      | Stati Uniti   | 32.05 | 48.35 | 29.93 | 48.35 |
| 12      | 1  | Ariane Burri         | Svizzera      | 21.40 | 24.01 | 18.86 | 24.01 |